# Télésille
Télésille ou Télésilla (en grec ancien Τελέσιλλα / Telésilla) est une poétesse grecque de la première moitié du VIe siècle av. J.-C.. Native d'Argos ; elle est célèbre comme héroïne pour avoir sauvé sa ville natale en prenant les armes contre les Spartiates.

## Biographie
Télésille d'Argos est une poétesse du Ve siècle av. J.-C. Souffrant d'une santé fragile durant l'enfance, l'oracle de Delphes indique qu'elle devra consacrer sa vie aux muses. Elle gagne l'admiration des Argiens par sa poésie.
Selon une tradition rapportée par Plutarque, quand Cléomène Ier, roi de Sparte, attaque Argos en -510 et tue tous les hommes capables de porter une arme, Télésille fait une sortie à la tête des femmes armées, qui amène Cléomène à se retirer sans combattre. Une fête fut instituée en mémoire de cet événement ; appelée Hybristica ou Endymatia, où hommes et femmes échangeaient leurs vêtements ; et une statue fut élevée en l'honneur de l'héroïne dans le temple d'Aphrodite à Argos : Télésille était représentée en train de se coiffer d'un casque, avec des livres à ses pieds.
Hérodote ne fait pas référence à l'intervention de Télésille, mais mentionne un oracle prédisant que le féminin un jour ferait la conquête du masculin, et c'est peut-être de là que vient la tradition. Une statue vue par Pausanias peut ne pas avoir été destinée à Télésille, et pourrait tout aussi bien représenter Aphrodite, en tant que femme d'Arès et déesse guerrière (les livres, cependant, semblent hors de propos). L’Hybristica, là encore, peut n'être qu'une fête religieuse en rapport avec le culte de quelque divinité androgyne.
Antipater de Thessalonique la met au nombre des neuf grandes poétesses de la Grèce (Anthologie grecque, IX, 26).

## Œuvres
Des poèmes de Télésille, seules deux lignes demeurent, citées par le grammairien Héphaestion, apparemment à partir d'un Parthenion ou chant pour un chœur de jeunes filles, plus quelques mots isolés. Les deux vers conservés sont en mètre télésilléen, rythme propre à Télésille.
Cette Artémis, ô vierges, fuyant Alphéos...

## Postérité
Télésille a constitué un modèle pour un certain nombre d'autrices. Sa célébrité repose sur sa double compétence de poétesse et de guerrière. Elle est surtout un modèle moral. 
Elle apparaît de façon souvent fugitive dans les listes de femmes célèbres des ouvrages de la Querelle des femmes et dans les dictionnaires. Cependant, certains s'intéressent particulièrement à son histoire, car elle a vaincu les guerriers les plus renommés de la Grèce ancienne : Lodovico Domenichi lui consacre un très long passage dans La Nobiltà delle donne (Venise, chez Gabriel Giolito di Ferrarii, 1549). En général on admire celle que louent Plutarque dans son traité moral sur les Vertus des femmes et Polyen dans son traité militaire (Stratagemata, VIII, 33). Elle est un modèle édifiant, avant de sombrer dans l'oubli.

## Évocations

### Littérature
- La femme de lettres Marie-Jeanne L'Héritier de Villandon (1664-1734) fut immortalisée dans le Parnasse littéraire sous le nom de « Muse Télésille »[réf. nécessaire].
- Amable Tastu publie une « scène lyrique » de cinq pages intitulée « Télésille » dans ses Poésies (1827).
- Renée Vivien l'évoque à plusieurs reprises dans son œuvre, dans Les Kitharèdes (1904) et dans « Psappha charme les sirènes » (La Dame à la louve (1904)).

### Art contemporain
Télésille figure parmi les 1 038 femmes référencées dans l'œuvre d’art contemporain The Dinner Party (1979) de Judy Chicago. Son nom y est associé à Aspasie,.